# Chrysolina hyrcana
Chrysolina hyrcana é uma espécie de artrópode pertencente à família Chrysomelidae.